# Her Bargain (film 1917)
Her Bargain è un film muto del 1917 diretto da Tom Ricketts. Prodotto da David Horsley e sceneggiato da Frederick Bennett, il film aveva come interpreti Mary MacLaren, Barney Furey, Al Ernest Garcia, Jane Keckley.

## Trama
La madre di Irma spende molto più di ciò che può permettersi per il guardaroba della figlia. La giovane, elegante e raffinata, si reca in visita dalla ricca zia che, in spiaggia, le fa conoscere l'attrice Estelle Hutton e il suo finanziatore, Vincent Henderson. Venuta a conoscenza che Irma fa parte di uno spettacolo amatoriale, la zia manda la ragazza a casa. Irma, però, determinata a diventare attrice, si mette d'accordo con Henderson che se lui la porterà al successo, lei saprà ricompensarlo con dei favori sessuali. Quando iniziano le prove della nuova commedia, Estelle, gelosa, mette in guardia Irma su Henderson. Irma ignora i suoi ammonimenti e l'attrice, furiosa distrugge il suo guardaroba ma muore incidentalmente fuggendo dal teatro. Intanto, il padre di Irma e l'ex fidanzato della ragazza sentono che lei e Henderson hanno in progetto di incontrarsi all'Hilltop Inn. I due, inseguiti in automobile, hanno un terribile incidente nel quale Hendersen muore, mentre Irma viene tratta in salvo.

## Produzione
Il film fu prodotto dalla David Horsley Productions.

## Distribuzione
Il film uscì nelle sale cinematografiche degli Stati Uniti nel novembre 1917.

### Conservazione
Copie complete della pellicola si trovano conservate negli archivi della Library of Congress di Washington.